# Авдієвська База
Авді́євська Ба́за (рос. Авдеевская База) — селище (колишнє село) у складі Зоринського району Алтайського краю, Росія. Входить до складу Смазневської сільської ради.

## Населення
Населення — 109 осіб (2010; 134 у 2002).
Національний склад (станом на 2002 рік):
- росіяни — 93 %